# Хойт (команда)

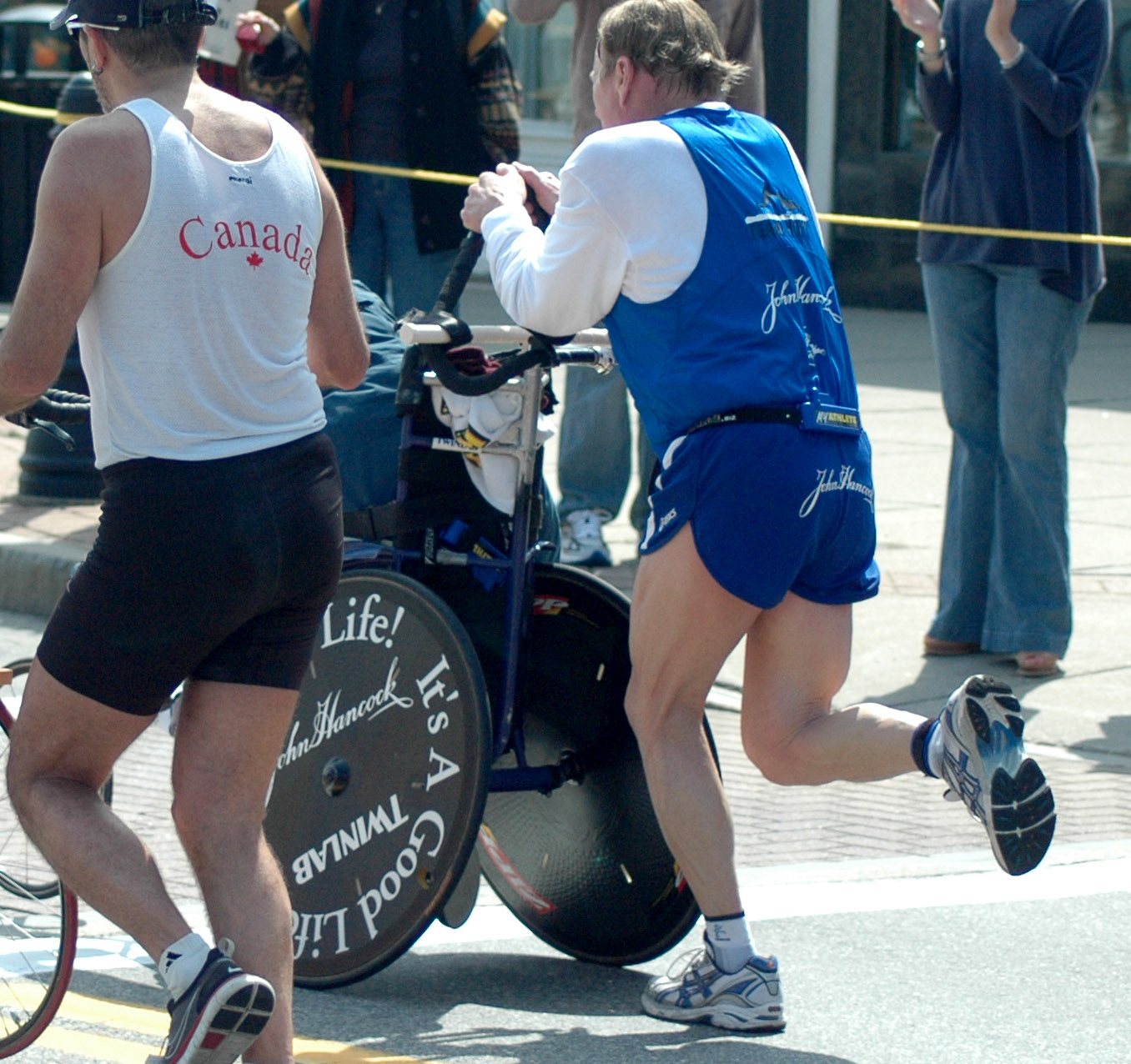
Команда Хойт на Бостонском марафоне 2008 года, город Уэллсли, середина дистанции.

Команда Хойт (англ. Team Hoyt) — отец и сын: Дик Хойт (1 июня 1940 — 17 марта 2021) и Рик Хойт (10 января 1962 — 22 мая 2023) из города Холланд, штат Массачусетс. Вместе они приняли участие во множестве соревнований, включая марафонские забеги и триатлоны. Рик болен церебральным параличом. Когда во время соревнований нужно было плыть, Дик тянул Рика за собой в специальной лодке. Когда нужно было ехать на велосипеде, Рик сидел на специальном сидении перед отцом. Когда нужно было бежать, Дик катил сына в специальном инвалидном кресле. Команду Хойт включили в Зал славы Ironman в 2008 году.

## Рик Хойт: рождение и детство
Рику с рождения был поставлен диагноз ДЦП. Во время родов пуповина обмоталась вокруг его шеи и заблокировала поступление кислорода. Следствием этого стало нарушенное взаимодействие мозга и мышц. Доктора уговаривали Хойтов поместить Рика в спецучреждение, потому что, по их словам, он сможет жить только в овощном состоянии. Родители, видя, что сын глазами следовал за их передвижениями по комнате, надеялись, что когда-нибудь он всё же сможет общаться с ними. Каждую неделю они возили Рика в Бостонскую детскую больницу  и следовали совету доктора относиться к Рику как к обычному ребенку. Мать Рика Джуди ежедневно часами учила его буквам, приклеивала названия ко всем предметам в доме. Достаточно быстро Рик выучил алфавит.
В 11-летнем возрасте мальчика родители, приложив немало усилий, достали для Рика специальный компьютер, с помощью которого он получил возможность общаться с ними. Стало понятно, что Рик очень умен. С этим коммуникационным прибором Рик смог впервые пойти в школу.
В 1993 году Рик окончил Бостонский университет, получив ученую степень в области специального обучения. Позже он работал в Бостонском колледже в компьютерной лаборатории над проектами устройств, позволяющих людям с ограниченными возможностями общаться и выполнять другие задачи.

## История команды
Команда Хойт родилась в 1977 году, когда Рик попросил отца вместе участвовать в благотворительном забеге в честь одного игрока в лякросс из его школы, которого парализовало. Рик своим примером хотел показать, что жизнь продолжается, несмотря на инвалидность. Дику Хойту было тогда 36 лет, и бегом он не занимался. После их первого забега Рик сказал: «Папа, когда я бегу, я чувствую себя здоровым». После первого совместного забега на 5 миль (8,0 км) Дик начал бегать ежедневно с мешком цемента в инвалидном кресле, потому что Рик ходил в школу и не мог тренироваться вместе с ним. Дик настолько усовершенствовал свою физическую форму, что, даже толкая впереди коляску с сыном, он пробегал 5 км за 17 минут.

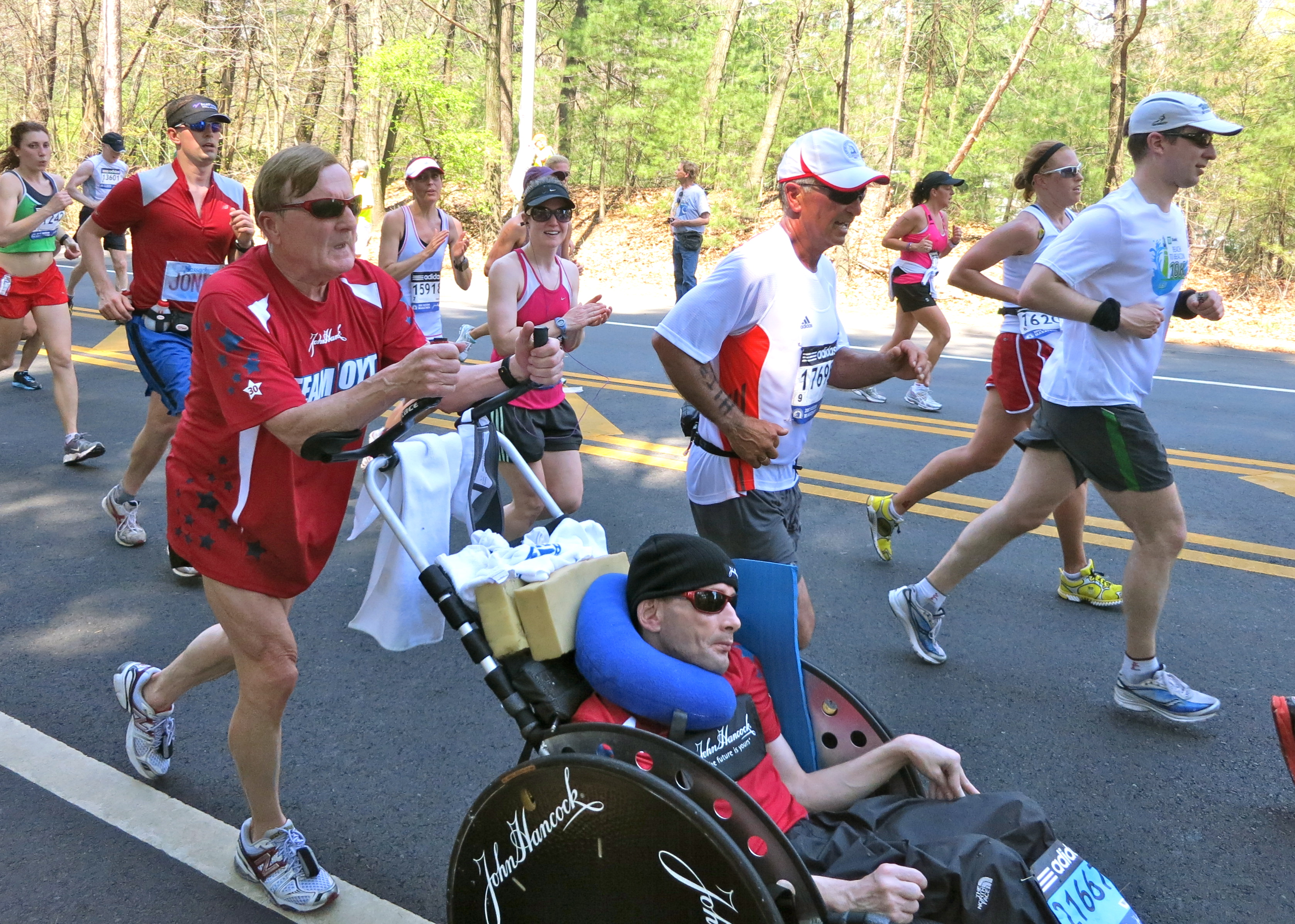
Команда Хойт в городе Уэлсли, забег на 12,5 mi 16 апреля 2012 года

К октябрю 2014 года Хойты приняли участие в 1118 гонках, включая 72 марафона и 6 айронменов. Они 32 раза пробежали Бостонский марафон. В дополнение к и без того впечатляющему списку их достижений Дик и Рик в 1992 году пересекли территорию США, совмещая бег и велосипед, преодолев 3735 миль (6011 км) за 45 дней.
Они участвовали и в триатлонах. Чтобы плыть вместе, Дик обвязывал себя верёвкой и тянул за собой лодку с сидящим в ней сыном. Велосипед у них был такой, на котором могут ехать двое. Рик обычно сидел впереди отца. Во время забеговой части Дик катил перед собой инвалидное кресло с Риком.
Близ старта Бостонского марафона, в Хопкинтоне, в их честь установлена бронзовая статуя. Она была открыта 8 апреля 2013 года.
Хойты не добежали до финиша Бостонского марафона 2013 года. Когда взорвались бомбы, им оставалось преодолеть еще около полутора километров. Как и тысячи других бегунов, они были остановлены организаторами и не пострадали. Один из зрителей, у которого был джип, подвёз их до Шератон-отеля, но им пришлось на некоторое время остаться без коляски Рика.
17 июля 2013 года спортивный канал ESPN отметил команду Хойт за упорство и стойкость специальной наградой ESPY Award.
21 апреля 2014 года команда Хойт финишировала на Бостонском марафоне, ранее объявив, что это их последний марафон.
Дик — отставной подполковник, служил в Авиации Национальной гвардии.

## Личные рекорды
- 5 км: 17.40.
- 10 км (шоссе): 35.48.
- 15 км: 56.21.
- Полумарафон: 1:21.12.
- Марафон: 2:40.47, Марафон Морской пехоты, 1992.
- Триатлон Ironman: 13:43:37.

## Соревнования, в которых приняли участие
| Дистанция                    | Количество участий                   |
| ---------------------------- | ------------------------------------ |
| Триатлон                     | 257                                  |
| Триатлон Ironman             | 6 (включены в количество триатлонов) |
| Триатлон Half Ironman        | 7 (включены в количество триатлонов) |
| Дуатлон                      | 22                                   |
| Марафон (Бостонский марафон) | 72 (32)                              |
| 20 миль                      | 8                                    |
| 18.6 миль                    | 8                                    |
| Полумарафон                  | 97                                   |
| 20 км                        | 1                                    |
| 10 миль                      | 37                                   |
| 15 км                        | 8                                    |
| Falmouth Road Race 7 миль    | 36                                   |
| 11 км                        | 2                                    |
| 10 км                        | 218                                  |
| 5 миль                       | 160                                  |
| 8 км                         | 4                                    |
| 7.1 км                       | 1                                    |
| 4 мили                       | 18                                   |
| 5 km                         | 167                                  |

Всего спортивных соревнований (на 20 октября 2014 года):  1118